# Station-relais de radiodiffusion
 (janvier 2024).
Si vous disposez d'ouvrages ou d'articles de référence ou si vous connaissez des sites web de qualité traitant du thème abordé ici, merci de compléter l'article en donnant les références utiles à sa vérifiabilité et en les liant à la section « Notes et références ».

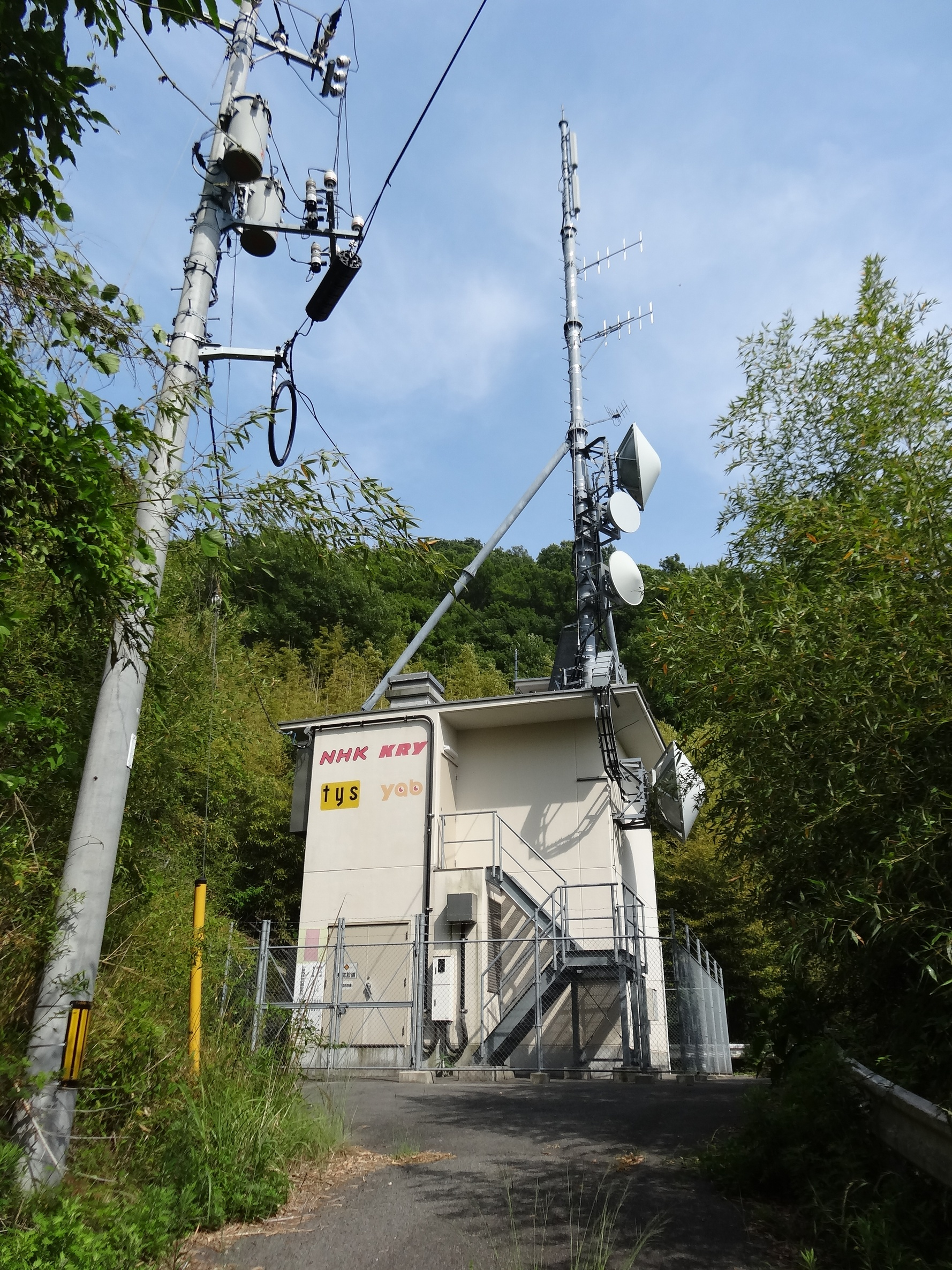
Émetteur de télévision numérique de la NHK à Iwakuni

Une station relais de radiodiffusion, également appelée station satellite, émetteur relais, traducteur de radiodiffusion (États-Unis), rediffuseur (Canada), répéteur (radio bidirectionnelle) ou station complémentaire (Mexique), est un émetteur de radiodiffusion qui répète (ou transpose) le signal d'une station de radio ou de télévision dans une zone qui n'est pas couverte par la station d'origine.

## Description
La station relais étend la portée de la diffusion d'une station de télévision ou de radio au-delà de la couverture initiale du signal primaire ou améliore le service dans la zone de couverture initiale. Les stations peuvent être (mais ne sont généralement pas) utilisées pour créer un réseau à fréquence unique. Elles peuvent également être utilisées par une station de radio AM ou FM pour établir une présence sur l'autre bande.
Les stations relais sont le plus souvent établies et exploitées par les mêmes organisations que celles responsables des stations d'origine qu'elles répètent. Toutefois, en fonction des restrictions techniques et réglementaires, les relais peuvent également être mis en place par des organisations indépendantes.

## Types de stations-relais

### Traducteurs de diffusion
Dans sa forme la plus simple, un traducteur de radiodiffusion est une installation créée pour recevoir une émission terrestre sur une fréquence et rediffuser le même signal (ou un signal substantiellement identique) sur une autre fréquence. Ces stations sont utilisées à la télévision et à la radio pour couvrir des zones (telles que des vallées ou des villages ruraux) qui ne sont pas correctement couvertes par le signal principal d'une station. Elles peuvent également être utilisées pour étendre la couverture du marché en dupliquant la programmation sur une autre bande.

### Amplificateurs et transmission distribuée
Les relais qui émettent à l'intérieur (ou à proximité) de la zone de couverture de la station mère sur le même canal (ou la même fréquence) sont connus aux États-Unis sous le nom de stations d'appoint. Les signaux émis par les stations peuvent interférer les uns avec les autres si l'antenne n'est pas conçue avec soin. Les interférences radio peuvent être évitées en utilisant le temps atomique, obtenu à partir des satellites GPS, pour synchroniser les stations à canaux multiples dans un réseau à fréquence unique.
Les stations de télévision analogique ne peuvent pas avoir de boosters sur le même canal à moins d'utiliser une polarisation opposée (perpendiculaire), en raison de problèmes de synchronisation vidéo tels que les images fantômes. Aux États-Unis, aucun nouvel amplificateur de signal UHF sur canal n'a été autorisé depuis le 11 juillet 1975.
Un système de transmission distribué (DTS ou DTx) utilise plusieurs stations de moyenne puissance (généralement numériques) sur la même fréquence pour couvrir une zone de diffusion, plutôt qu'une station de grande puissance avec des répéteurs sur une fréquence différente. Bien que les stations de télévision numérique soient techniquement capables de partager un canal, cela est plus difficile avec la modulation 8VSB et l'intervalle de garde invariable utilisés dans les normes ATSC qu'avec le multiplexage par répartition orthogonale de la fréquence (OFDM) utilisé dans la norme DVB-T européenne et australienne. Un système de transmission distribué aurait des exigences strictes en matière de synchronisation, exigeant que chaque émetteur reçoive son signal d'une source centrale pour la diffusion à une heure synchronisée avec le GPS. Un système de transmission distribué n'utilise pas de répéteurs de diffusion au sens classique du terme, car ils ne peuvent pas recevoir un signal d'un émetteur terrestre principal pour le rediffuser ; cela introduirait un délai de retransmission qui détruirait la synchronisation requise, provoquant des interférences entre les émetteurs.
L'utilisation de canaux virtuels est une autre solution, bien que le même canal puisse apparaître plusieurs fois dans un récepteur - une fois pour chaque station relais - et que l'utilisateur doive se syntoniser sur le meilleur canal (qui peut changer en raison de problèmes de propagation tels que les conditions météorologiques). Bien que les amplificateurs ou les DTS fassent apparaître toutes les stations relais comme un seul signal, ils doivent être conçus avec soin pour éviter les interférences.

### Stations satellites
Certaines stations titulaires d'une licence simulcast une autre station. Les stations relais n'ont de relais que le nom, elles sont généralement titulaires d'une licence comme n'importe quelle autre station. Bien que cette pratique ne soit pas réglementée aux États-Unis et qu'elle soit largement autorisée au Canada, la Commission Fédérale des Communications (FCC) des États-Unis réglemente les formats radio afin de garantir la diversité de la programmation.
Les stations satellites américaines peuvent demander à la FCC d'être exemptées de l'obligation de disposer d'un studio de radiodiffusion doté d'un personnel suffisant dans la ville d'attribution de la licence. Ces stations couvrent souvent de vastes régions peu peuplées ou fonctionnent comme des systèmes de radio et de télévision éducatifs non commerciaux à l'échelle de l'État.

### Semi-satellites
Un rediffuseur de télévision vend souvent de la publicité locale (ou régionale) qui est diffusée uniquement sur l'émetteur local, et peut diffuser un nombre limité de programmes distincts de ceux de sa station mère. Certains "semi-satellites" diffusent des informations locales ou des segments d'information distincts pendant une partie du journal télévisé. CHEX-TV-2 à Oshawa, en Ontario, diffuse quotidiennement des informations et des programmes communautaires en fin d'après-midi et en début de soirée, séparément de sa station mère, CHEX-TV à Peterborough, en Ontario. La FCC interdit cette pratique aux stations FM translator américaines et ne l'autorise qu'aux stations titulaires d'une licence complète.
Dans certains cas, un semi-satellite est une station autonome à service complet qui est programmée à distance par le biais de la diffusion centrale ou de l'automatisation de la diffusion afin d'éviter le coût d'une équipe locale. CBLFT, une station détenue et exploitée par le réseau francophone ICI Radio-Canada Télé à Toronto, est un semi-satellite de facto de sa consœur plus puissante d'Ottawa, CBOFT ; sa programmation a longtemps été identique ou ne différait que par les informations locales et la publicité. Un radiodiffuseur privé financièrement faible sur un petit marché peut devenir un semi-satellite de fait en réduisant progressivement sa production locale et en s'appuyant sur une station commune d'une ville plus importante pour sa programmation ; WWTI à Watertown, New York, s'appuie sur WSYR-TV de cette manière. L'automatisation de la radiodiffusion permet de remplacer les programmes syndiqués ou le contenu des sous-canaux numériques que le radiodiffuseur n'était pas en mesure d'obtenir pour les deux villes.
Certaines anciennes stations à service complet (comme CJSS-TV à Cornwall, Ontario, aujourd'hui CJOH-TV-8) sont devenues des stations à service complet par satellite et n'émettent rien. Si la programmation de la station mère doit être supprimée ou remplacée en raison de coupures de programmes sportifs locaux, le signal modifié est celui d'une station semi-satellite.

### Réseaux nationaux
La plupart des radiodiffuseurs en dehors de l'Amérique du Nord, de certaines parties de l'Amérique du Sud et du Japon disposent d'un réseau national et utilisent des émetteurs relais pour desservir une région ou un pays. Par rapport à d'autres types de relais, le réseau d'émetteurs est souvent créé et entretenu par une autorité indépendante (financée par la redevance audiovisuelle) ; plusieurs grands radiodiffuseurs utilisent les mêmes émetteurs.
En Amérique du Nord, un modèle similaire de diffusion régionale est parfois utilisé par les réseaux de télévision éducative à l'échelle d'un État ou d'une province. Un État ou une province crée une station éducative et l'étend avec plusieurs émetteurs de grande puissance pour couvrir l'ensemble de la juridiction, sans possibilité de création de programmes locaux. Aux États-Unis, ces réseaux régionaux sont des stations membres du service national de radiodiffusion publique (Public Broadcasting Service).

## Émetteurs relais par pays

### Canada
Au Canada, « re-broadcaster » ou « re-broadcasting transmitter » sont les termes les plus couramment utilisés par le Conseil de la radiodiffusion et des télécommunications canadiennes (CRTC).

#### Télévision
Un rediffuseur de télévision peut vendre de la publicité locale ou régionale qui sera diffusée uniquement sur l'émetteur local. Dans de rares cas, il peut diffuser une programmation limitée, distincte de celle de sa station mère. Certains « semi-satellites » diffusent des bulletins d'information locaux ou des segments d'information distincts dans le cadre d'un bulletin d'information.
Il n'existe pas de règle stricte concernant l'indicatif d'appel d'un rediffuseur de télévision. Certains émetteurs ont des indicatifs d'appel différents de ceux de la station mère (CFGC à Sudbury est un rediffuseur de CIII), tandis que d'autres utilisent l'indicatif d'appel de la station d'origine suivi d'un numéro (comme l'ancien CBLFT-17 à Sarnia, Ontario). Ce dernier type inclut officiellement le suffixe -TV de la station de télévision entre l'indicatif d'appel et le numéro, bien qu'il soit souvent omis dans les annuaires des médias.
Les numéros sont généralement appliqués de manière séquentielle, en commençant par « 1 », et indiquent l'ordre chronologique dans lequel les émetteurs de rediffusion de la station ont commencé à fonctionner. Certains radiodiffuseurs peuvent utiliser un système dans lequel le numéro correspond au canal de diffusion de l'émetteur, comme CJOH-TV-47 à Pembroke, en Ontario. Un radiodiffuseur ne peut pas mélanger les systèmes de numérotation sous un même indicatif d'appel ; les émetteurs sont numérotés de manière séquentielle ou par leur canal analogique. Si la numérotation séquentielle atteint 99 (comme les anciens émetteurs de TVOntario), l'émetteur suivant se voit attribuer un nouvel indicatif d'appel et est numéroté « 1 ». Les traducteurs qui partagent une fréquence (comme les anciens répéteurs de CBLT, CBLET, CBLHT, CBLAT-2 et CH4113 sur le canal 12) reçoivent des indicatifs d'appel distincts.
Les rediffuseurs numériques peuvent être numérotés par le numéro de canal TV du signal analogique qu'ils ont remplacé. CICO-DT-53 de TVOntario (UHF numérique 26, Belleville) en est un exemple ; la station a été convertie en 2011 pour libérer un canal analogique hors cœur (UHF 53), et conserve l'ancienne numérotation de l'indicatif d'appel de télévision analogique UHF de CICO-TV-53 en tant que répétiteur TVO survivant.
Les rediffuseurs de faible puissance peuvent avoir un indicatif d'appel composé des lettres CH suivies de quatre chiffres ; par exemple, CH2649 à Valemount, en Colombie-Britannique, est un rediffuseur de CHAN à Vancouver. Les rediffuseurs de ce type sont numérotés séquentiellement dans l'ordre où ils ont été autorisés par la CRTC, et leurs indicatifs d'appel ne sont pas liés à la station mère ou à d'autres rediffuseurs. Bien que le numéro suivant dans la séquence (CH2650 à Anzac, Alberta) soit un rediffuseur de CHAN, c'est parce que CH2649 et CH2650 ont été autorisées simultanément ; le numéro suivant, CH2651, est un rediffuseur (également à Anzac) de CITV d'Edmonton. Les rediffuseurs d'une station ne sont pas nécessairement nommés de la même manière ; CBLT avait des rediffuseurs avec leurs propres indicatifs d'appel (certains utilisaient CBLT suivi d'un numéro, et d'autres utilisaient des numéros CH).
Les réémetteurs détenus et exploités par CBC et Radio-Canada ont été fermés le 1er août 2012, de même que la plupart des émetteurs de TVOntario (qui étaient souvent situés sur des sites de Radio-Canada) et certains émetteurs du Réseau de télévision des peuples autochtones (RTPA) dans le Grand Nord. Les radiodiffuseurs commerciaux privés exploitent des réémetteurs à pleine puissance pour obtenir le statut de "must carry" sur les systèmes de télévision par câble.
Dans la plupart des cas, les émetteurs situés sur de petits marchés avec une (ou aucune) station d'origine n'étaient pas obligés de passer au numérique, même s'ils fonctionnaient à pleine puissance. Les émetteurs diffusant sur les canaux UHF 52-69 devaient libérer les canaux avant le 31 août 2011 ; certains (comme un réémetteur de CKWS-TV à Brighton, en Ontario, et trois sites de TVOntario) sont passés au numérique dans le cadre d'un passage à une fréquence inférieure, mais ne fournissent pas de télévision haute définition, de sous-canaux numériques ou d'autres fonctions que celles du site analogique d'origine.

#### Radio
Comme une station de télévision, un rediffuseur radio peut avoir un indicatif d'appel distinct ou utiliser l'indicatif d'appel de la station d'origine suivi d'un suffixe numérique. Le suffixe numérique est cependant toujours séquentiel.
Pour un rediffuseur d'une station FM, le suffixe numérique est ajouté au suffixe FM ; les rediffuseurs de CJBC-FM à Toronto sont numérotés CJBC-FM-1, CJBC-FM-2, etc. Si une station AM a un rediffuseur sur la bande FM, le suffixe numérique se situe entre l'indicatif d'appel à quatre lettres et le suffixe FM ; CKSB-1-FM est un rediffuseur FM de la station AM CKSB, et CKSB-FM-1 serait un rediffuseur de CKSB-FM.
Un radiodiffuseur est limité à deux stations sur une bande dans un marché, mais un moyen possible d'obtenir un troisième signal FM sur le marché est d'utiliser un rediffuseur de la station AM pour déplacer le signal vers la FM à faible puissance. À Sarnia, Blackburn Radio possède CFGX-FM (99.9) et CHKS-FM (106.3) ; sa troisième station de Sarnia, CHOK (1070 kHz), utilise un répéteur FM pour couvrir la ville en tant que Country 103.9 FM (bien que le signal AM reste l'émetteur primaire officiel de la station).
Les rediffuseurs radio de faible puissance peuvent avoir un indicatif d'appel composé de VF suivi de quatre chiffres ; toutefois, un tel indicatif d'appel peut également désigner une station de faible puissance qui produit ses propres programmes. Certaines stations autorisées en vertu des directives du CRTC sur la radiodiffusion expérimentale, une catégorie spéciale de licence à court terme (similaire à l'autorisation spéciale temporaire) parfois accordée aux nouvelles radios communautaires et de campus, peuvent avoir un indicatif d'appel composé de trois lettres de n'importe quel préfixe de l'UIT du Canada suivies de trois chiffres (comme CFU758 ou VEK565). D'autres stations de cette classe de licence ont reçu des indicatifs d'appel conventionnels Cxxx. D'anciens rediffuseurs ont parfois été convertis en stations d'origine, conservant leur ancien indicatif d'appel. CITE-FM-1 à Sherbrooke, CBF-FM-8 à Trois-Rivières et CBAF-FM-15 à Charlottetown en sont des exemples.

### Mexique
Au Mexique, les stations de traduction et d'appoint reçoivent l'indicatif d'appel de la station mère.

#### Télévision
La plupart des stations de télévision mexicaines fonctionnent comme des répétiteurs des réseaux qu'elles diffusent. Les stations traductrices au Mexique ont des indicatifs commençant par XE et XH. Televisa et Azteca possèdent chacun deux réseaux nationaux. Le réseau Las Estrellas de Televisa comprend 128 stations (le plus grand nombre au Mexique), et les réseaux d'Azteca comptent 88 et 91 stations. [Les stations peuvent insérer de la publicité locale. Les stations d'Azteca dans les grandes villes peuvent diffuser des informations locales et une quantité limitée de contenu régional ; Televisa préfère utiliser son réseau non national Gala TV et les stations Televisa Regional comme points de vente pour la production locale. Un certain nombre de traducteurs desservent également des zones où le signal est faible ou inexistant dans leur zone de couverture définie, connues sous le nom de equipos complementarios de zona de sombra ("chaînes d'ombre"). La plupart des chaînes d'ombre diffusent les mêmes programmes que leur station mère. Le réseau régional du nord et du centre Multimedios Televisión à Monterrey utilise le même système dans une moindre mesure (son XHSAW-TDT est le canal fantôme de la station principale XHAW-TDT à Monterrey), avec une sortie régionale pour les bulletins d'information locaux et la publicité sur une grille principale.
Il existe deux principaux réseaux nationaux de chaînes de télévision non commerciales au Mexique. Le premier est le réseau Canal Once (ou XEIPN-TDT), exploité par l'Instituto Politécnico Nacional (IPN). Exploitant 13 émetteurs, il diffuse ses programmes dans le cadre d'un contrat avec le réseau de l'État de Quintana Roo. L'autre réseau, exploité par le Sistema Público de Radiodifusión del Estado Mexicano (SPR), compte 26 stations (16 opérationnelles) ; la plupart sont numériques. Les émetteurs du SPR se trouvent presque exclusivement dans des villes où l'IPN n'a jamais construit de stations, et diffusent Canal Once comme l'un des cinq réseaux éducatifs dans le multiplex de la station numérique.
Vingt-six des 32 États du Mexique possèdent et exploitent également des services de télévision, et 16 d'entre eux utilisent plus d'un émetteur. Le plus important (en nombre de stations) est Telemax, le réseau de l'État de Sonora, avec 59 émetteurs. De nombreux émetteurs du réseau d'État émettent à une faible puissance apparente rayonnée (PAR). Quelques stations appartiennent à des municipalités ou à des associations de traducteurs. Comme les réseaux d'État, elles émettent à très faible puissance.
Les émetteurs qui rediffusent les stations de Mexico vers la Basse-Californie et d'autres communautés le long de la côte pacifique fonctionnent normalement avec un retard de deux heures par rapport à la station d'origine ; il y a un retard d'une heure à Sonora, et Quintana Roo (une heure plus tôt que le Mexique central en 2015) reçoit les programmes une heure plus tard qu'ils ne sont diffusés dans la majeure partie du reste du Mexique.

#### Radio
Il existe entre 10 et 15 canaux d'ombre FM, qui doivent être co-channelés avec les stations qu'ils retransmettent. C'est au Quintana Roo que l'on trouve le plus grand nombre de canaux FM fantômes (sept), soit environ la moitié du total national. Trois autres canaux FM fantômes sont autorisés : XETIA-FM/XEAD-FM (Ajijic, Jalisco) et XHRRR-FM (Tecolula, Veracruz).

### États-Unis

#### Radio
En juillet 2009, la réglementation de base de la FCC concernant les traducteurs était la suivante :
- Les traducteurs FM peuvent être utilisés pour la traduction interbande ; la restriction qui empêchait les traducteurs FM de retransmettre des signaux AM a été supprimée.
- Aucun traducteur (ou amplificateur) ne peut transmettre autre chose que la diffusion simultanée de sa station mère sous licence, à l'exception des avertissements d'urgence (tels que EAS) et de 30 secondes par heure de collecte de fonds.
- La station mère doit identifier tous ses traducteurs et amplificateurs entre 7 et 9 heures, 12 h 55 et 13 h 05, et 16 et 18 heures chaque jour de diffusion, ou chacun doit être équipé d'un dispositif automatisé (audio ou MDF) pour l'identification horaire.
- La puissance maximale est de 250 watts ERP pour un traducteur et de 20 % de l'ERP maximale autorisée pour la classe de la station primaire pour un amplificateur. Il n'y a pas de limite de hauteur pour les traducteurs de remplissage à l'intérieur du contour de service de la station primaire.
- Un traducteur (ou un amplificateur) doit cesser d'émettre si le signal de la station mère est perdu, ce qui permet d'éviter la retransmission non autorisée d'autres stations.

Il existe un moyen de différencier la programmation entre une station principale et un traducteur FM : un signal HD Radio peut contenir des sous-canaux numériques avec une programmation différente du canal analogique principal, et un traducteur peut diffuser la programmation du sous-canal HD2 de la station d'origine en tant que signal analogique principal du traducteur. W237DE (95,3 MHz à Harrisburg, Pennsylvanie) diffuse le format anciennement porté par WTCY (1400 AM, aujourd'hui WHGB), recevant le signal d'un sous-canal numérique HD2 de WNNK (104,1 FM) pour une rediffusion analogique à partir du site de la tour WNNK sur 95,3. Il s'agit légalement d'un répéteur FM d'une station FM, bien que chaque signal soit entendu avec un contenu unique par les utilisateurs de récepteurs radio FM analogiques.
Les stations commerciales peuvent être propriétaires de leurs traducteurs (ou amplificateurs) lorsque le traducteur (ou l'amplificateur) se trouve dans le contour de service principal de la station mère ; elles ne peuvent combler que les zones où le terrain bloque le signal. Les amplificateurs ne peuvent appartenir qu'à la station primaire ; les traducteurs situés en dehors du contour de service d'une station primaire ne peuvent pas appartenir à la station primaire (ou recevoir un soutien financier de sa part). La plupart des traducteurs reçoivent le signal de la station principale à l'aide d'une antenne directionnelle et d'un récepteur sensible, puis le retransmettent. Ils ne peuvent pas émettre dans la bande FM réservée de 88 à 92 MHz, où seules les stations non commerciales sont autorisées. Les stations non commerciales peuvent toutefois émettre dans la partie commerciale de la bande. Contrairement aux stations commerciales, elles peuvent relayer des programmes vers des traducteurs par satellite si ces derniers se trouvent dans la bande réservée. Les traducteurs de la bande commerciale ne peuvent être alimentés que par un signal direct provenant d'une autre station FM (ou d'un traducteur). Les traducteurs de la bande commerciale sans remplissage ne peuvent pas être alimentés par satellite, conformément à la règle 74.1231(b) de la FCC. Toutes les stations peuvent utiliser n'importe quel moyen pour alimenter un amplificateur.
Toutes les stations de traduction et d'amplification américaines sont de faible puissance et disposent d'une licence de classe D, ce qui les rend secondaires par rapport aux autres stations (y compris la station mère) ; elles doivent accepter les interférences des stations de pleine puissance (100 watts ou plus en FM), tout en ne causant pas d'interférences propres. Les stations d'appoint ne doivent pas interférer avec la station mère dans la communauté de la licence. Les licences sont automatiquement renouvelées avec celle de la station mère et ne nécessitent pas de demandes séparées, bien que le renouvellement puisse être contesté par une pétition de refus. Les stations d'appoint FM reçoivent l'indicatif d'appel complet (y compris le suffixe -FM, même s'il n'y en a pas) de la station mère, ainsi qu'un numéro de série tel que WXYZ-FM1, WXYZ-FM2, etc.
Les stations de traduction FM peuvent utiliser des indicatifs d'appel numérotés séquentiellement, composés de K ou W suivis d'un nombre à trois chiffres (201 à 300, correspondant à 88,1 à 107,9 MHz), puis d'une paire de lettres attribuées séquentiellement. Le format est similaire à celui utilisé par les traducteurs de télévision numérotés, où le numéro fait référence à l'assignation permanente du canal. En octobre 2008, le plus grand système de traducteurs radio terrestre des États-Unis appartenait à KUER-FM, la radio non commerciale de l'université de l'Utah, avec 33 stations de traducteurs allant de l'Idaho au Nouveau-Mexique et à l'Arizona.

#### Télévision
Contrairement à la radio FM, les stations de télévision de faible puissance peuvent fonctionner en tant que traducteurs ou produire leurs propres programmes. Les stations traductrices reçoivent des indicatifs d'appel qui commencent par W (à l'est du Mississippi) ou K (à l'ouest du Mississippi, comme les stations régulières), suivis d'un numéro de canal et de deux lettres de série pour chaque canal ; les premières stations d'un canal sont AA, AB, AC et ainsi de suite). Les canaux de télévision ont deux chiffres, de 02 à 36 (anciennement 02 à 83 ; 02 à 69 et 02 à 51) ; les canaux de radio FM sont numérotés de 200 (87,9 MHz) à 300 (107,9 MHz), un tous les 0,2 MHz (par exemple, W42BD ou K263AF). Un X après le numéro dans ces indicatifs d'appel n'indique pas une licence de radiodiffusion expérimentale (comme c'est le cas pour d'autres services), puisque les 26 lettres sont utilisées dans la séquence. Lorsque la séquence est épuisée, une autre lettre est ajoutée. Cela s'est déjà produit pour le traducteur sur les canaux 7 et 13 dans le territoire K ; ce qui est maintenant KMNF-LD s'est vu attribuer l'indicatif K13AAR-D en septembre 2018 et K07AAH-D en mai 2019.
Les stations de traduction numérotées (un format tel que W70ZZ) sont généralement des répéteurs de faible puissance - souvent 100 watts (ou moins) en FM et 1 000 watts (ou moins) en télévision. L'ancienne bande des traducteurs, les canaux de télévision UHF 70 à 83, était à l'origine principalement occupée par des traducteurs de faible puissance. La combinaison d'une faible puissance et d'une fréquence élevée limitait la portée de la diffusion. La bande a été réattribuée aux services de téléphonie cellulaire dans les années 1980, et les quelques émetteurs restants ont été déplacés vers des fréquences plus basses.
Les répéteurs de pleine puissance tels que l'émetteur jumeau de WPBS-TV, WNPI-TV, se voient normalement attribuer des indicatifs d'appel TV comme les autres stations de pleine puissance. Ces "stations satellites" n'ont pas d'indicatif numéroté et doivent fonctionner de la même manière que les autres radiodiffuseurs de pleine puissance. Cette diffusion simultanée n'est généralement pas réglementée par la FCC, sauf lorsque le propriétaire d'une station demande une dérogation à des exigences telles que les restrictions concernant la possession de plusieurs stations de plein exercice sur le même marché, les limites concernant le chevauchement des zones de couverture entre les stations détenues en commun, ou les exigences selon lesquelles chaque station de plein exercice doit disposer d'un studio local et d'une équipe restreinte capable de produire des programmes localement. Ces exemptions sont normalement justifiées par des difficultés économiques, lorsqu'une zone rurale incapable d'accueillir une station d'origine à service complet peut être en mesure d'accueillir un rediffuseur à service complet. Certaines stations (comme KVRR à Fargo, dans le Dakota du Nord) sont des chaînes comprenant jusqu'à quatre émetteurs de pleine puissance, chacun avec son propre indicatif d'appel et sa propre licence, couvrant une vaste région peu peuplée.
Les stations LPTV peuvent également choisir un indicatif d'appel à quatre lettres avec un suffixe -LP (partagé avec la FM de faible puissance) pour l'analogique ou -LD pour le numérique ; cela ne se fait généralement que si la station est à l'origine de la programmation. Les stations de télévision de classe A reçoivent des appels avec les suffixes -CA et -CD. Les stations numériques qui utilisent des numéros reçoivent un suffixe -D, comme W42BD-D. Tout cela en dépit du fait que la plupart des stations de télévision numérique à pleine puissance ont vu leurs suffixes -DT (à l'origine -HD) supprimés par la FCC avant que les suffixes -D et -LD ne soient mis en œuvre. Les stations LPTV numériques ont leur numéro de canal RF numérique dans le cadre de leur indicatif d'appel numérique, qui peut différer du canal virtuel (le numéro analogique).
Les traducteurs de radiodiffusion numérotés qui sont déplacés sur une autre fréquence reçoivent normalement de nouveaux indicatifs d'appel pour refléter la nouvelle assignation de canal. Ce n'est pas le cas des traducteurs déplacés qui utilisent temporairement une autre fréquence en vertu d'une autorisation technique spéciale. Bien que K55KD ait pu conserver son indicatif d'appel pendant qu'il était déplacé temporairement sur le canal 57 pour résoudre les interférences avec les utilisateurs de MediaFLO, W81AA a reçu le nouvel indicatif d'appel W65AM lorsque le canal 81 a été supprimé du plan de bande et que le traducteur a été déplacé sur le canal 65. Dans les rares cas où une station revient sur son canal d'origine, elle reçoit son ancien indicatif d'appel (qui n'est pas réutilisé par une autre station).

##### Passage au numérique
Les stations de télévision de faible puissance ne sont pas tenues de diffuser un signal numérique en simultané et n'ont pas non plus été obligées de cesser leurs activités analogiques en juin 2009, à l'instar des stations de pleine puissance. Les stations de pleine puissance utilisées pour la diffusion simultanée d'une autre station devaient (comme les autres diffuseurs de télévision de plein exercice) passer au numérique en juin 2009. La FCC définit les "stations de télévision par satellite" comme des "stations de radiodiffusion de plein exercice autorisées, en vertu de la partie 73 des règles de la Commission, à retransmettre tout ou partie de la programmation d'une station mère qui est généralement détenue en commun". Étant donné que la plupart des stations satellite opèrent dans des zones de petite taille ou peu peuplées, avec une base économique insuffisante pour soutenir des opérations de plein exercice, beaucoup ont reçu l'autorisation de la FCC, au cas par cas, de passer de l'analogique au numérique sur le même canal au lieu de simuler la diffusion dans les deux formats pendant la transition vers le numérique.
Bien qu'aucun mandat de télévision numérique n'ait été imposé aux stations de télévision de faible puissance existantes, le Congrès a adopté en 2008 une loi finançant les stations de faible puissance qui sont passées au numérique avant la date de conversion ou peu de temps après. Certaines stations de faible puissance ont été obligées de changer de fréquence pour s'adapter aux stations de pleine puissance qui sont passées à la bande UHF ou qui ont exploité des canaux numériques complémentaires sur la bande UHF pendant la période de transition. En 2008, les titulaires de licences pour le canal 55 de faible puissance et de pleine puissance ont été encouragés à déménager plus tôt afin de libérer le spectre pour les émetteurs MediaFLO de Qualcomm.
En 2011, les diffuseurs LPTV restants sur les canaux UHF 52 à 69 ont été contraints de passer à des canaux inférieurs. De nombreux émetteurs sur la bande UHF 70-83 d'origine ont dû déménager deux fois : les canaux 70-83 ont été perdus au profit des téléphones mobiles en 1983, puis les canaux 52-69 entre 2009 et 2011. De nombreux traducteurs de faible puissance ont également été directement affectés par la conversion d'une station mère à la télévision numérique. Les traducteurs qui recevaient un signal analogique hertzien d'une station de télévision de plein exercice pour le rediffuser devaient convertir leur équipement de réception, tout comme les téléspectateurs individuels utilisaient des boîtiers de conversion numérique. Bien que le signal transmis par le répéteur soit resté analogique, la liaison montante a dû être modifiée. Vingt-trois pour cent des 4 000 traducteurs agréés ont reçu une subvention du gouvernement fédéral de 1 000 dollars pour une partie de l'équipement supplémentaire. De nombreux autres traducteurs ont cessé leur activité après la date limite de passage au numérique, ou n'ont pas demandé de nouveaux canaux après que les canaux UHF 52-69 ont été retirés du plan de bande.
Certains petits traducteurs fonctionnaient en convertissant directement le signal d'une station mère sur une autre fréquence en vue de sa rediffusion, sans autre traitement ou démodulation du signal local. W07BA (un répéteur de 16 watts pour WSYR-TV à Syracuse, New York) était un simple appareil de diffusion, déplaçant le signal de la station principale du canal neuf au canal sept pour couvrir une petite vallée à DeWitt. Syracuse est devenue une île UHF, le signal ABC principal de WSYR-TV est devenu une émission numérique de 100 kW sur le canal 17, et il n'y a plus de signal du canal 9 pour alimenter le répéteur. On s'attendait à ce que les traducteurs situés dans des endroits isolés et dépourvus d'énergie commerciale aient des difficultés à déployer l'équipement nécessaire à une liaison montante numérique. Bien que de nombreux traducteurs aient continué à émettre en analogique et qu'une minorité soit passée au numérique, certaines communautés rurales s'attendaient à ce que tous les signaux des traducteurs locaux disparaissent à la suite de la transition des stations d'origine.

#### Polémique
Selon la loi, les radiodiffuseurs locaux à service complet sont les principaux occupants de la bande de radiodiffusion FM ; les LPFM et les traducteurs sont des occupants secondaires, avec un statut théoriquement égal. Dans la pratique, cependant, les fréquences assignées aux traducteurs deviennent indisponibles pour les nouvelles stations LPFM ou les stations existantes qui souhaitent se moderniser.
Certaines distinctions désavantagent les petits opérateurs LPFM locaux :
- La puissance maximale d'une station LPFM (10 ou 100 watts, selon la classe de la station) est inférieure à celle des plus grands traducteurs de radiodiffusion FM (250 watts), ce qui limite la portée du signal LPFM.
- L'espacement minimum (en distance et en fréquence) entre les stations est moins strict pour les traducteurs que pour les candidats LPFM. Bien que l'espacement des traducteurs soit basé sur les niveaux de contour du signal (en tenant compte du terrain et des obstacles), les stations LPFM ont une exigence de distance minimale plus restrictive.
- Un diffuseur LPFM est tenu de produire un contenu local ; s'il y a plusieurs candidats pour une fréquence, ceux qui acceptent de produire huit heures (ou plus) de programmes locaux par jour sont favorisés. Les traducteurs ne sont pas tenus de produire des émissions locales.
- Les licences LPFM sont normalement délivrées à des entités éducatives non commerciales (telles que des écoles ou des municipalités) et sont soumises à des exigences empêchant l'existence de plusieurs stations communes ; ce n'est pas le cas pour les traducteurs. Un traducteur non commercial sans contenu local ou éducatif peut occuper un espace dans le segment non commercial (en dessous de 92 MHz) de la bande de radiodiffusion FM. Pendant les fenêtres de dépôt étroites de la FCC pour les nouveaux candidats, les demandes de traducteurs de radiodiffusion émanant des mêmes entités (ou d'entités apparentées) peuvent demander toutes les fréquences disponibles localement dans plusieurs communautés.

Les traducteurs de radiodiffusion des stations commerciales sont normalement tenus de recevoir un signal de leur station FM de plein exercice par voie hertzienne et de le retransmettre dans la région couverte par la station principale, ce qui élimine la nécessité d'un traducteur, sauf en cas de problème de blindage du terrain.) Cette restriction ne s'applique pas aux stations éducatives non commerciales. Toute station non commerciale, même si elle n'a pas de contenu local ou éducatif, peut demander un nombre illimité de traducteurs alimentés par n'importe quel moyen (y compris par satellite). Toutes ces stations utilisent le spectre des stations LPFM locales ou des rediffuseurs de stations locales à service complet.

##### 2003: le boom des traducteurs
En 2003, la fenêtre d'octroi de licences de la FCC pour les nouveaux traducteurs a donné lieu à plus de 13 000 demandes. En raison du nombre de demandes de licences, les défenseurs de la LPFM l'ont appelée la grande invasion des traducteurs.
Certains radiodiffuseurs ont tiré parti de la réglementation relative aux stations de traduction FM, qui permet aux stations non commerciales d'alimenter des stations de traduction distantes avec des programmes diffusés par satellite à des centaines (ou des milliers) de kilomètres de la zone de couverture de la station mère. Le plus grand réseau de traducteurs alimentés par satellite était CSN International. D'autres réseaux et des églises individuelles affiliées à Calvary Chapel ont également soumis de nombreuses demandes de traducteurs. Cependant, tous les traducteurs ne peuvent pas être alimentés par des satellites ; seuls les traducteurs situés dans la partie non commerciale de la bande FM (88,1 à 91,9 MHz) peuvent être des "traducteurs par satellite". Tous les autres traducteurs doivent être alimentés directement par voie hertzienne, à l'exception des installations de "remplissage" situées dans le contour de service d'une station primaire. Les traducteurs peuvent alimenter d'autres traducteurs, de sorte qu'il est possible de créer de petites chaînes de traducteurs alimentés par une station distante ; toutefois, si l'un des traducteurs tombait en panne, le réseau au-delà du traducteur défaillant deviendrait inactif. Le nombre de demandes reçues en 2003 a submergé la FCC, qui a émis un ordre de suspension d'urgence sur les nouvelles demandes de traducteurs jusqu'à ce que les demandes déjà reçues soient traitées. La modification des règles a déclenché une série de procès connus sous le nom de Prometheus Radio Project v. FCC.
Les défenseurs de la LPFM affirment que la prolifération des traducteurs pose des difficultés aux opérateurs de stations qui ne sont pas des traducteurs (en particulier les candidats à une licence LPFM), qui affirment qu'ils ne peuvent pas mettre leurs stations à l'antenne parce que les traducteurs occupent les canaux disponibles dans une zone.
Étant donné que les translateurs "satcasting" ne sont autorisés que dans la partie non commerciale du spectre (où il n'y a pas de stations LPFM), ils ne menacent pas la capacité des titulaires de licences LPFM à étendre leurs installations. En effet, si une station LPFM est "évincée" de son canal par une nouvelle station de pleine puissance, il se peut qu'il n'y ait pas de fréquence disponible vers laquelle se déplacer.
Les règles proposées réviseront les procédures par lesquelles les groupes à but non lucratif peuvent demander des traducteurs (interdisant à une entité de détenir plus d'un certain nombre de demandes de traducteurs), et la FCC a modifié ses exigences en matière de canaux pour les radiodiffuseurs LPFM afin de libérer de l'espace sur les canaux. REC Networks a demandé à la FCC de donner la priorité aux stations LPFM.

### Australie

#### Radio
Les réseaux radiophoniques nationaux australiens (Radio National, ABC NewsRadio, Triple J, ABC Classic FM et SBS Radio) disposent d'émetteurs relais qui permettent à chaque service d'être diffusé le plus largement possible. L'ABC et le SBS autorisent les émetteurs relais communautaires à rediffuser la radio ou la télévision dans des zones qui, autrement, ne seraient pas desservies. Les radiodiffuseurs commerciaux ne disposent normalement d'émetteurs relais que si la géographie locale (comme les montagnes) les empêche de diffuser sur l'ensemble de leur marché.

#### Télévision
Depuis le regroupement des marchés au début des années 1990, chaque radiodiffuseur de télévision utilise plusieurs relais pour fournir un service cohérent dans les grands marchés australiens. Bien que chaque marché soit subdivisé en raison de l'héritage des anciens radiodiffuseurs commerciaux (Southern Cross 10 - anciennement Southern Cross Nine) maintient deux stations sur le marché de Victoria, GLV et BCV), la seule différence entre ces sous-marchés en pratique est l'information : GLV et BCV), la seule différence entre ces sous-marchés est le service d'information et la publicité locale. Sauf dans les grandes villes, tous les grands diffuseurs de télévision utilisent le même réseau d'émetteurs (qui peut avoir des dizaines de stations relais dans chaque marché). Par conséquent, certaines régions ont eu du mal à démarrer le service numérique ou HD en raison de problèmes liés aux émetteurs régionaux.

### Europe
La plupart des systèmes de radio et de télévision d'Europe étant des réseaux nationaux, le système de radio ou de télévision de certains pays peut être considéré comme un ensemble de stations relais dans lequel chaque radiodiffuseur utilise un réseau d'émetteurs (développé par le radiodiffuseur public ou maintenu par une autorité financée par le gouvernement) pour fournir un service de radiodiffusion à l'ensemble de la nation.

### Asie
Dans la plupart des régions d'Asie, le satellite est la méthode préférée pour la couverture des signaux nationaux. Les exceptions sont Singapour (qui interdit aux civils de posséder des récepteurs satellite) et la Malaisie, qui n'autorise les civils à posséder que des récepteurs fournis par Astro.
Sur le plan terrestre, le scénario est similaire à celui de l'Europe ; les systèmes sont considérés comme des réseaux nationaux et sont un ensemble de stations relais entretenues par une autorité financée par le gouvernement. Au Japon, cependant, les stations de télévision sont détenues et exploitées par des réseaux ou sont des filiales détenues par d'autres sociétés de médias.

## Voir également
- Indicatif de radiodiffusion aux États-Unis
- Satellite de télécommunications
- Transmission sans fil
- Répéteur
- Antenne-relais
- Émetteur de télévision